# Un lugar solitario para morir
Un lugar solitario para morir (A Lonely Place to Die) es una película de suspenso del año 2011 dirigida por Julian Gilbey y basada en un guion de Will Gilbey y Julian Gilbey. Está protagonizada por Melissa George, Ed Speleers, Karel Roden, Eamonn Walker, Sean Harris y Kate Magowan.

## Argumento
Un grupo de cinco montañeros practican el senderismo y la escalada en las montañas escocesas cuando descubren a una niña enterrada viva en una pequeña cámara subterránea en un apartado rincón de las montañas. Se enfrentan a un terreno peligroso y quedan atrapados en un terrorífico juego del gato y el ratón con los secuestradores, en su intento de llevar a la niña a un lugar seguro.

## Reparto
- Melissa George como Alison.
- Ed Speleers como Ed.
- Eamonn Walker como Andy.
- Sean Harris como el señor Kidd.
- Alec Newman como Rob.
- Karel Roden como Darko.
- Kate Magowan como Jenny.
- Garry Sweeney como Alex.
- Stephen McCole como Mr. Mcrae
- Paul Anderson como Chris.
- Holly Boyd como Anna.
- Douglas Russell como Hunter 1.
- Gillian MacGregor como Policewoman.
- Mathew Zajac como el Sr. Rakovic
- Eric Barlow como sargento Gray.
- Alan Steele como Hunter 2.
- Leigh Newby (extra).

## Producción
El rodaje comenzó el 13 de mayo de 2010 en Escocia bajo el título de trabajo The Grave al Pico de los Ángeles. Julian Gilbey rodó la película desde el guion "The Long Weekend" por Will Golby. La película está producida por Carnaby International, el estudio detrás de Doghouse. Franka Potente fue lanzado originalmente para el papel de Alison y fue reemplazado más tarde por Melissa George.
En abril de 2011, la película tuvo su estreno mundial en el Festival de Cine de Actionfest en Asheville, Carolina del Norte EE. UU. donde fue elegido "Mejor Película" y "Mejor Director".
Después de que el mercado de cine de Cannes en mayo de 2011, Kaleidoscope Entertainment tomó los derechos del Reino Unido para lanzar la película.
La película tuvo su estreno Reino Unido el 29 de agosto de 2011, donde fue la película de clausura de Frightfest. Fue lanzado en los cines del Reino Unido poco después, el 7 de septiembre. Fue lanzado en Norteamérica en noviembre de 2011, después de una proyección en el Toronto After Dark Film Festival, el 24 de octubre de 2011.